# Оксиринх

Расположение Оксиринха

Оксири́нх (греч. Ὀξύρυγχος «[город] Остроносой [рыбы]») — греческое название древнеегипетского города Пемдже на западном берегу канала Иосифа, близ современной Эль-Бахнасы, в 160 км к юго-западу от Каира.

## История
Находясь ближе других номов к оазисам Сахары, Оксиринх был с ними в наиболее деятельных сношениях; жители слыли за лучших знатоков пустыни и лучших проводников караванов. В позднеегипетский период Оксиринх был центром 19-го нома Верхнего Египта, а в период эллинизма он стал третьим по величине городом государства Птолемеев с населением не менее 30 тыс. жителей. Население это было многонациональным; в частности, источниками упоминаются синагога и Иудейский квартал. Здесь рано появились христиане, и до арабского завоевания Оксиринх (или Новый Юстинианополь) славился своими церквями и монастырями.
Богом-покровителем города был Сет, предметом культа — рыба оксиринх (οξύρυγχος: др.-греч. «остроносый», «острорылый» — мормир, или слонорыл, рыба с длинным хоботком из семейства мормировых, или длиннорылых), бронзовое изображение которой носилось на шесте во время процессий; отсюда культ её проник в Эсне, где она сделалась эмблемой Хатхор. Плутарх («De Iside», 72) передаёт, что в его время возникла война Оксиринха с кинополитами, съевшими рыбу, и римлянам пришлось водворять порядок.
В первые века христианства город был центром одноимённой архиепархии. В IV веке в городе жил преподобный христианский пустынножитель Ираклемон.

## Археология
В 1896 году оксфордские учёные Бернард Гренфелл и Артур Хант обратили внимание на то, что засушливая почва Оксиринха, а также отсутствие поселений на месте древнего города способствовали сохранению огромного количества папирусов, многие из которых буквально валялись под ногами. С тех пор Оксиринх стал меккой для папирологов, и в течение всего XX века его территория беспрестанно подвергалась раскопкам.
Среди оксиринхских папирусов — фрагменты утраченных работ Сафо, Пиндара, Ивика, Софокла, Еврипида, пьесы Менандра, составленное неизвестным автором продолжение Фукидида («Оксиринхская греческая история»), пересказ утраченных книг Тита Ливия, а также многочисленные раннехристианские тексты («оксиринхские евангелия», апокрифическое Евангелие от Фомы).
В 2014 году испанские и французские археологи в Оксиринхе нашли одно из самых ранних изображений Иисуса Христа, которое они считают коптским и датируют VI веком.